# Emilio Hirzel
Emilio W. Hirzel (... – 2 maggio 1932) è stato un dirigente sportivo italiano, quarto presidente dell'Inter.

## Biografia
Da presidente dell'Inter ottiene un terzo posto nel girone unico delle eliminatorie lombarde 1912-1913. Nel 1913 lascia l'Inter e il suo successore sarà Luigi Ansbacher.
In seguito nel 1917, alla fondazione dell'U.L.I.C., ne assume la vice presidenza continuando a seguire e sostenere il movimento liberista del dottor Luigi Maranelli.
Viene sepolto nel Cimitero Maggiore di Milano, dove i resti vengono in seguito tumulati in celletta.